# Fukumoto Yohei
Yohei Fukumoto (福元 洋平 Fukumoto Yōhei, sinh ngày 12 tháng 4 năm 1987 ở Ōita) là một cầu thủ bóng đá người Nhật Bản. Hiện tại anh thi đấu cho Tokushima Vortis.
Anh từng là thành viên của U-20 Nhật Bản thi đấu cho Giải vô địch bóng đá U-20 thế giới 2007 tổ chức ở Canada.

## Thống kê sự nghiệp câu lạc bộ
Cập nhật đến ngày 23 tháng 2 năm 2017.
| Thành tích câu lạc bộ | Thành tích câu lạc bộ     | Thành tích câu lạc bộ | Giải vô địch | Giải vô địch | Cúp                   | Cúp                   | Cúp Liên đoàn | Cúp Liên đoàn | Châu lục | Châu lục  | Tổng cộng | Tổng cộng |
| Mùa giải              | Câu lạc bộ                | Giải vô địch          | Số trận      | Bàn thắng    | Số trận               | Bàn thắng             | Số trận       | Bàn thắng     | Số trận  | Bàn thắng | Số trận   | Bàn thắng |
| Nhật Bản              | Nhật Bản                  | Nhật Bản              | Giải vô địch | Giải vô địch | Cúp Hoàng đế Nhật Bản | Cúp Hoàng đế Nhật Bản | Cúp Liên đoàn | Cúp Liên đoàn | AFC      | AFC       | Tổng cộng | Tổng cộng |
| --------------------- | ------------------------- | --------------------- | ------------ | ------------ | --------------------- | --------------------- | ------------- | ------------- | -------- | --------- | --------- | --------- |
| 2004                  | U-18 Oita Trinita         | -                     | -            | -            | 3                     | 0                     | -             | -             | -        | -         | 3         | 0         |
| 2005                  | Oita Trinita              | J1 League             | 7            | 0            | 0                     | 0                     | 0             | 0             | -        | -         | 7         | 0         |
| 2006                  | Oita Trinita              | J1 League             | 14           | 0            | 0                     | 0                     | 5             | 0             | -        | -         | 19        | 0         |
| 2007                  | Oita Trinita              | J1 League             | 11           | 0            | 1                     | 0                     | 2             | 0             | -        | -         | 14        | 0         |
| 2008                  | Gamba Osaka               | J1 League             | 5            | 0            | 0                     | 0                     | 1             | 0             | 2        | 0         | 8         | 0         |
| 2009                  | JEF United Ichihara Chiba | J1 League             | 17           | 0            | 3                     | 0                     | 3             | 0             | -        | -         | 23        | 0         |
| 2010                  | JEF United Ichihara Chiba | J2 League             | 19           | 0            | 3                     | 0                     | -             | -             | -        | -         | 22        | 0         |
| 2011                  | JEF United Ichihara Chiba | J2 League             | 2            | 0            | 2                     | 0                     | -             | -             | -        | -         | 4         | 0         |
| 2012                  | Tokushima Vortis          | J2 League             | 23           | 0            | 2                     | 0                     | -             | -             | -        | -         | 25        | 0         |
| 2013                  | Tokushima Vortis          | J2 League             | 24           | 0            | 0                     | 0                     | -             | -             | -        | -         | 24        | 0         |
| 2014                  | Tokushima Vortis          | J1 League             | 26           | 0            | 0                     | 0                     | 3             | 0             | -        | -         | 29        | 0         |
| 2015                  | Tokushima Vortis          | J2 League             | 28           | 1            | 3                     | 0                     | -             | -             | -        | -         | 31        | 1         |
| 2016                  | Tokushima Vortis          | J2 League             | 33           | 0            | 1                     | 0                     | -             | -             | -        | -         | 34        | 0         |
| Tổng cộng sự nghiệp   | Tổng cộng sự nghiệp       | Tổng cộng sự nghiệp   | 209          | 1            | 18                    | 0                     | 14            | 0             | 2        | 0         | 243       | 1         |

## Thống kê sự nghiệp đội tuyển quốc gia

### Số lần ra sân trong các giải đấu lớn
| Đội bóng | Giải đấu                                       | Thể loại | Số trận | Số trận | Bàn thắng | Thành tích đội bóng |
| Đội bóng | Giải đấu                                       | Thể loại | Start   | Sub     | Bàn thắng | Thành tích đội bóng |
| -------- | ---------------------------------------------- | -------- | ------- | ------- | --------- | ------------------- |
| Nhật Bản | Vòng loại Giải vô địch bóng đá trẻ châu Á 2006 | U-18     | 2       | 0       | 0         | Vào vòng trong      |
| Nhật Bản | Giải vô địch bóng đá trẻ châu Á 2006           | U-19     | 5       | 0       | 0         | Á quân              |
| Nhật Bản | Giải vô địch bóng đá U-20 thế giới 2007        | U-20     | 4       | 0       | 0         | Vòng 16 đội         |

## Danh hiệu

### Câu lạc bộ
Gamba Osaka
- Giải vô địch bóng đá các câu lạc bộ châu Á (1): 2008
- Cúp Hoàng đế Nhật Bản (1): 2008
- Pan-Pacific Championship (1): 2008